# 许嘉俊
许嘉俊（1995年5月29日—）是一名中国足球运动员。目前效力于中乙球队泰州远大，司职后卫。

## 职业生涯
许嘉俊6岁起于广州天河体育中心接受启蒙教练梁智广专业足球训练，16岁时成为广州市运队的主力。他通过广州市校园足球系列活动中的“梦想成真”项目得到赴英机会，于2010年9月前往布魯克豪斯學院接受训练，后回国加盟广州富力和河北华夏幸福的预备队。2016年6月，许嘉俊被河北华夏幸福租借至中乙球队沈阳城市，开始了职业足球生涯。2017年7月，许嘉俊与队友王宾一同转会至比利时甲级B组联赛球队皇家罗斯勒。然而，他于同年10月27日才获得一次替补登场的机会。
2018赛季，许嘉俊租借加盟延边北国。翌年自由转会另一支中乙球队泰州远大，成为队内第二射手，帮助球队冲甲成功。

## 统计数据
以下数据来自SoccerWay，更新至2018赛季。
| 俱乐部     | 赛季     | 联赛              | 联赛   | 联赛   | 杯赛   | 杯赛   | 洲际比赛 | 洲际比赛 | 其他   | 其他   | 总计   | 总计   |
| 俱乐部     | 赛季     | 级别              | 出场数 | 进球数 | 出场数 | 进球数 | 出场数   | 进球数   | 出场数 | 进球数 | 出场数 | 进球数 |
| ---------- | -------- | ----------------- | ------ | ------ | ------ | ------ | -------- | -------- | ------ | ------ | ------ | ------ |
| 沈阳城市   | 2016     | 中国足球乙级联赛  | 4      | 0      | 0      | 0      | –        | –        | –      | –      | 4      | 0      |
| 皇家罗斯勒 | 2017–18  | 比利时甲级B组联赛 | 2      | 0      | 0      | 0      | –        | –        | –      | –      | 2      | 0      |
| 生涯总计   | 生涯总计 | 生涯总计          | 6      | 0      | 0      | 0      | –        | –        | 0      | 0      | 6      | 0      |